# Syntheosciurus brochus
La ardilla pigmea montañesa (Syntheosciurus brochus) es una especie de roedor esciuromorfo de la familia Sciuridae, la única del género Syntheosciurus.

## Características
Tiene el pelaje de color marrón oliva en el lomo y extremidades, mientras que el vientre es de color rojo naranja. Es de pequeño tamaño, con unos 15 cm de longitud más unos 13 cm de cola.

## Distribución
Es endémica de las selvas de ciertas zonas de Costa Rica y Panamá. Habita en las selvas de montaña alta, entre 1.900 y 2.600 m s. n. m. de altitud.